# Georg von Porbeck
Georg Reinhard Dietrich von Porbeck (* 18. Juni 1766 in Marburg; † 25. September 1837 in Kassel) diente als Beamter, Jurist und Gymnasialprofessor verschiedenen deutschen Fürsten während des Ancien Régime. In der Zeit des Königreichs Westphalen war er Richter und danach diente er als preußischer Beamter.

## Leben
Sein Vater war der Platzmajor Ludwig von Porbeck (1725– ca. 1798). Seine Mutter war Katharina Christina Sibylla geborene Kirchmeyer (1725–1789). Wie auch seine Brüder Bernhard und Otto studierte er Rechtswissenschaften in Marburg. 
Von 1786 bis 1789 war er am Reichskammergericht in Wetzlar beschäftigt. Danach war er Regierungsrat im Fürstentum Neuwied, wo er 1791 Kabinettschef wurde. Im Jahr 1798 trat er in die Dienste des Hauses Bentheim-Steinfurt; dort war er Regierungsrat, „Advocatus domus et fisci“ und Professor juris primarius am Gymnasium Arnoldinum sowie Hofrichter. 
Im Jahr 1793 heiratete er Elise von Zenck († 1828). Der gemeinsame Sohn Bernhard Albrecht von Porbeck wurde ebenfalls Jurist, starb aber schon 1821. Ihre Tochter Luise heiratete den Landrat Emil von Bernuth. 
Im Jahr 1803 wechselte Porbeck in oranisch-nassauische Dienste als Regierungs- und Kammerdirektor von Corvey. Während der Zeit des Königreichs Westphalen (1807–1813) war Porbeck Präsident des Distriktziviltribunals in Höxter. Außerdem war er als Vertreter des Fuldadepartements Mitglied der Reichsstände des Königreichs Westphalen. Nach dem Ende der französischen Herrschaft war er Kommissar zur Inbesitznahme des Fürstentums Corvey durch das Haus Oranien. 
Ab 1815 stand er als Provinzial- und Stadtgerichtsdirektor in preußischen Diensten. Im Jahr 1816 war er zunächst Regierungsvizepräsident und Direktor der ersten Abteilung in Aachen, ehe er noch im selben Jahr nach Arnsberg versetzt wurde. Dort war er ab 1819 Regierungsvizepräsident. 
Porbeck trat 1836 in den Ruhestand und lebte bis zu seinem Tod bei seinem Bruder Otto in Kassel.